# 布卢毛-诺伊里斯霍夫
布卢毛-诺伊里斯霍夫是奥地利下奥地利州巴登县的一个市镇。总面积4.32平方公里，总人口1714人，人口密度396.8人/平方公里（2005年）。